# Västerdalarnas revir
Västerdalarnas revir var ett skogsförvaltningsområde som inom Gävle-Dala överjägmästardistrikt som omfattade av Kopparbergs län Malungs tingslag med undantag av Transtrands socken, samt Nås, Grangärde, Norrbärke och Söderbärke tingslag med undantag av de delar av Norrbärke, Söderbärke och Malingsbo socknar, som tillhörde Klotens kronopark. Reviret, indelat i tre bevakningstrakter, omfattade 1915 73 982 hektar allmänna skogar, varav fem kronoparker med en areal av 17 141 hektar (1915).